# Natació en aigües obertes al Campionat del Món de natació de 2009
La competició de natació en aigües obertes al Campionat del Món de natació de 2009 es realitzà a la costa de la ciutat d'Òstia (Itàlia).

## Proves
Es realitzaren tres proves, separades en competició masculina i competició femenina:
- 5 km
- 10 km
- 25 km

## Resum de medalles

### Categoria masculina
| Event | Or                  | Or        | Plata                     | Plata     | Bronze                  | Bronze    |
| 5 km  | Thomas Lurz (GER)   | 56:26.9   | Spyridon Gianniotis (GRE) | 56:27.2   | Chad Ho (RSA)           | 56:41.9   |
| 10 km | Thomas Lurz (GER)   | 1:52:06.9 | Andrew Gemmell (USA)      | 1:52:08.3 | Fran Crippen (USA)      | 1:52:10.7 |
| 25 km | Valerio Cleri (ITA) | 5:26:31.6 | Trent Grimsey (AUS)       | 5:26:50.7 | Vladimir Dyatchin (RUS) | 5:29:29.3 |

### Categoria femenina
| Event   | Or                    | Or        | Plata                        | Plata     | Bronze                 | Bronze    |
| 5 km    | Melissa Gorman (AUS)  | 56:55.8   | Larisa Ilchenko (RUS)        | 56:56.3   | Poliana Okimoto (BRA)  | 56:59.3   |
| 10 km   | Keri-Anne Payne (GBR) | 2:01:37.1 | Ekatarina Seliverstova (RUS) | 2:01:38.0 | Martina Grimaldi (ITA) | 2:01:38.6 |
| 25&n km | Angela Maurer (GER)   | 5:47:48.0 | Anna Uvarova (RUS)           | 5:47:51.9 | Federica Vitale (ITA)  | 5:47:52.7 |

## Medaller
| Posició | País         | Or | Plata | Bronze | Total |
| 1       | Alemanya     | 3  | 0     | 0      | 3     |
| 2       | Austràlia    | 1  | 1     | 0      | 2     |
| 3       | Itàlia       | 1  | 0     | 2      | 3     |
| 4       | Regne Unit   | 1  | 0     | 0      | 1     |
| 5       | Rússia       | 0  | 3     | 1      | 4     |
| 6       | Estats Units | 0  | 1     | 1      | 2     |
| 7       | Grècia       | 0  | 1     | 0      | 1     |
| 8       | Brasil       | 0  | 0     | 1      | 1     |
| 8       | Sud-àfrica   | 0  | 0     | 1      | 1     |
| Total   | Total        | 6  | 6     | 6      | 18    |